# Cataspilota guineensis
Cataspilota guineensis är en bönsyrseart som beskrevs av Giglio-tos 1911. Cataspilota guineensis ingår i släktet Cataspilota och familjen Mantidae. Inga underarter finns listade i Catalogue of Life.